# حاصرات قنوات الكلوريد
فاتحات قنوات الكلوريد هي مجموعة من الأدوية التي تثبط مرور الأيونات خلال قنوات الكلوريد.
يعد حمض النفلميك من فاتحات قنوات الكلوريد، الذي درس في التجارب السريرية.
وكذلك أنثراسين حمض الكاربوكسليك المثبط القوي لقنوات الكلوريد من نوع CLCN1 الموجودة في العضلات الهيكلية، واستخدم في أبحاث تأتر العضل الخلقي في الحيوانات.